# Helen Piwnica-Worms
Helen Margaret Piwnica-Worms (* 1957) ist eine US-amerikanische Zellbiologin und Strahlenbiologin am University of Texas MD Anderson Cancer Center.

## Leben und Wirken
Helen Piwnica-Worms erwarb an St. Olaf College in Northfield, Minnesota, einen Bachelor in Biologie und 1984 an der Duke University in Durham, North Carolina, mit der Arbeit Characterization of ribonucleic acids synthesized in vivo and in vitro by vesicular stomatitis virus einen Ph.D. in Mikrobiologie und Immunologie. Als Postdoktorandin arbeitete sie am Dana-Farber Cancer Institute, wo sie auch 1988/89 eine erste Stelle als Dozentin (Instructor) innehatte.
Nach einer Stelle als Assistant Professor (1989–92) für Physiologie an der Tufts University war Piwnica-Worms von 1992 bis 1994 Associate Professor für Mikrobiologie und Molekulargenetik an der Harvard Medical School und dem Beth Israel Hospital in Boston, Massachusetts. Anschließend war sie an der Washington University School of Medicine, wo sie eine nach Gerty Cori benannte Professur für Zellbiologie und Physiologie innehatte. Von 1994 bis 2011 forschte sie zusätzlich für das Howard Hughes Medical Institute. 2013 verlagerte sie ihre Forschungstätigkeiten an das University of Texas MD Anderson Cancer Center in Houston, Texas. Hier hat sie den nach Senator A. M. Aikin Jr. benannten Lehrstuhl inne und ist Professorin für experimentelle Radioonkologie.
Piwnica-Worms befasst sich mit der natürlichen Kontrolle des Zellzyklus und wie Krebszellen diese Stoffwechselwege unterbrechen. Die Arbeiten haben Bedeutung für das Verständnis der Entstehung und für die Behandlung verschiedener Krebserkrankungen, insbesondere von Brustkrebs. Jüngere Arbeiten befassen sich mit der genetischen Heterogenität von Tumoren und ihrer Bedeutung für Progress, Metastasierung und Therapieresistenz. Ein weiterer Schwerpunkt ihrer Forschung ist die Frage, wie Fasten die Strahlenempfindlichkeit des Dünndarms beeinflusst und wie sich dadurch Bestrahlungsprotokolle verbessern lassen.
Laut Google Scholar hat Piwnica-Worms einen h-Index von 86, laut Datenbank Scopus einen von 74 (jeweils Stand Juni 2024). Sie ist mit dem Radiologen und Biochemiker David Piwnica-Worms verheiratet, das Paar hat zwei Kinder.

## Auszeichnungen (Auswahl)
- 2007 Mitglied der American Academy of Arts and Sciences[6][7]
- 2007 Fellow der American Association for the Advancement of Science
- 2013 Mitglied des Institute of Medicine (heute National Academy of Medicine)[8]
- 2023 Mitglied der National Academy of Sciences[9]